# 陳實忻
陳實忻（1915年—2006年2月22日），福建人，是臺灣1984年前唯一合法可用業餘無線電的愛好者，促成業餘無線電在中華民國開放，被稱為「台灣業餘無線電之父」。

## 接觸業餘無線電
陳實忻為福建人，英文名Tim Chen，1933年在青島開始接觸業餘無線電，約一年後結婚。
對日抗戰時，國民政府軍事委員會政治部號召業餘無線電同好在重慶成立業餘無線電人員戰時服務團，陳實忻就加入協助政府作通訊。當時他作通信兵，以摩斯電碼協助與中印邊境的盟軍溝通。抗戰勝利後，業餘無線電人員戰時服務團改為中國業餘無線電協會。陳實忻擔任中國航空廣播電台通訊員，並以「C3YW」為呼號。

## 主持臺灣唯一的業餘無線電電臺
兩航事件後，當時因中國航空留在臺灣的陳實忻只好自行解散，入哥倫比亞影業擔任副理。陳實忻與妻子在臺灣共育五名子女，其中三位移民美國。
在戒嚴初期的臺灣，無線電波收發器材是戰備管制物品，連收聽短波無線電廣播都會有被扣上「匪諜」，更難以發射無線電訊號作交誼活動。中華民國業餘無線電促進會祕書長楊隆福表示，在這種環境下，陳實忻向有關當局力爭設立業餘無線電臺，才有日後的興盛。1958年，交通部開放基隆市、台北市、台中市、台南市、高雄市的業餘電台申請，並制定「臺灣省業餘無線電臺設置暫行辦法」。陳實忻便用中國業餘無線電協會的名義，成立呼號為「BV2A」的台北第一業餘電台。原先電台是設在台北市新生南路，後搬在和平東路二段16號12樓。
因陳實忻的電台曾是臺灣唯一的業餘無線電臺，全球的火腿族會想與他交流，以取得「遠征」的紀錄。陳實忻還與南極的同好通話過，交流收的QSL卡就達約六萬張，連續數年蟬聯通訊競賽報務組冠軍。呼號為「JA3GFO」的同好田津原英男，還到臺灣與陳實忻見面。可戒嚴時期，會有警總、電信單位監聽，因此陳實忻不可與中國大陸、蘇俄業餘無線電同好交談。1977年7月14日，台北圓山飯店，美國參議員貝利·高華德首次與陳實忻親自見面，之前只有過信函往來。
中華民國與美國斷交時，陳實忻曾配合沈君山發起一人一信給卡特總統抗議，利用無線電向美國同好陳訴。國際業餘無線電聯盟規定通話內容不得涉及政治、宗教話題。對此，陳實忻解釋國家都要亡了，哪能顧得政治色彩。

## 促進業餘無線電在臺灣開放
陳實忻於1984年從職場退休，退休後仍在外商影片公司兼職。陳實忻不斷以中國無線電協進會業餘委員會主任委員身分，和有關單位溝通，終於促成業餘無線電開放。1984年是臺灣火腿族圈的轉捩點，起因是義大利的業餘電台團在陳實忻協助下在臺灣架設器材，回去後在刊物寫了不少讚揚中華民國政府的文章。政府於該年10月首次舉行業餘無線電人員資格測試，共八十一人報名，二十五人通過測試，得以請領執照。
中華民國開放國際網路，則是高華德帶隊來臺灣作無線電播放，使臺灣的火腿族獲更大的重視。1985年7月起，交通部放寬對私人業餘國際通訊無線電台的限制。1986年1月5日，高華德在國會山莊業餘無線電社團團員、交通部長連戰、郵電司長李建昌陪同下，來到陳實忻在和平東路開設的電台發聲，對國際宣揚臺灣生活安定、民主自由。1989年4月16日，交通部委託電信總局辦理業餘無線電信人員資格考試，使設置業餘無線電台合法化。1991年3月10日，中華民國業餘無線電促進會在國立臺灣師範大學成立。從原先臺灣只有陳實忻的業餘電臺，到1992年已有五百多臺。該年10月底，在陳實忻等爭取下，中華民國業餘無線電促進會獲准加入國際業餘無線電聯盟。
2005年4月24日，陳實忻獲政府公開表揚他七十年來對無線電的貢獻時，被稱為「台灣業餘無線電之父」。2006年2月22日，陳實忻於台北病逝，享壽九十一歲。

## 外部連結
- 陳實忻逝世訃告 （页面存档备份，存于）